# Monuments nationaux de Nevesinje
Cet article recense les monuments nationaux situés sur le territoire de la municipalité de Nevesinje en Bosnie-Herzégovine et dans la république serbe de Bosnie. La liste établie par la Commission pour la protection des monuments nationaux compte 9 monuments nationaux inscrits sur la liste principale et 9 monuments inscrits sur une liste provisoire.

## Monuments nationaux
| Monument                                                            | Ville ou village  | Géolocalisation | Datation                                      | Commentaire éventuel                 | Photo |
| ------------------------------------------------------------------- | ----------------- | --------------- | --------------------------------------------- | ------------------------------------ | ----- |
| Mosquée impériale de Nevesinje (Mosquée du Sultan Bajazed le Juste) | Nevesinje         |                 | Entre 1481 et 1512                            | Site et vestiges                     |       |
| Église de l'Ascension de Nevesinje                                  | Nevesinje         |                 | 1879-1886                                     | Église orthodoxe serbe               |       |
| Mosquée Dugalić et tour de l'horloge                                | Nevesinje         |                 | Avant 1664                                    | Site et vestiges                     |       |
| Mosquée Ljubović                                                    | Odžak             |                 | Au plus tard à la fin du XVIIIe siècle        | Site et vestiges                     |       |
| Mosquée de Sinan Kadi Effendi (Čaršijska džamija)                   | Nevesinje         |                 | ?                                             |                                      |       |
| Mosquée Čelebić                                                     | Donja Bijenja     |                 | Fin du XVIe siècle ou début du XVIIe siècle   |                                      |       |
| Église de l'Assomption-de-la-Vierge-Marie de Nevesinje              | Nevesinje         |                 | Fin du XIXe siècle ou début du XXe siècle (?) | Église catholique ; site et vestiges |       |
| Nécropole de Kalufi                                                 | Krekovi           |                 | Moyen Âge                                     | Avec des stećci                      |       |
| Nécropole de Rajkov kamen                                           | Krekovi-Mijatovci |                 | Moyen Âge                                     | Avec des stećci                      |       |

## Liste provisoire
| Monument                                             | Ville ou village | Géolocalisation | Datation | Commentaire éventuel                                            | Photo |
| ---------------------------------------------------- | ---------------- | --------------- | -------- | --------------------------------------------------------------- | ----- |
| Église de la Dormition-de-la-Mère-de-Dieu de Biograd | Biograd          |                 |          |                                                                 |       |
| Nécropole de Postoljani                              | Halilusa-Poljane |                 |          | Avec un tumulus préhistorique et des stećci                     |       |
| Nécropole de Magareća glavica                        | Humčani          |                 |          | Avec un tumulus préhistorique et des stećci                     |       |
| Nécropole de Neznana glavica                         | Humčani          |                 |          | Avec un tumulus préhistorique et des stećci                     |       |
| Nécropole de Radojev kamen                           | Humčani          |                 |          | Avec un tumulus préhistorique et des stećci                     |       |
| Église Saint-Nicolas de Kifino Selo                  | Kifino Selo      |                 |          |                                                                 |       |
| Site de Drenovik                                     | Kifino Selo      |                 |          | Avec les ruines d'une localité romaine et un cimetière médiéval |       |
| Ensemble architectural austro-hongrois de Nevesinje  | Nevesinje        |                 |          |                                                                 |       |
| Bâtiment de la municipalité à Nevesinje              | Nevesinje        |                 |          |                                                                 |       |